# A come Andromeda (miniserie televisiva)
A come Andromeda è una miniserie televisiva di fantascienza in cinque puntate diretta da Vittorio Cottafavi, trasmessa dal Programma Nazionale nel 1972.
Rifacimento della miniserie televisiva A for Andromeda di Fred Hoyle e John Elliot, prodotta dalla BBC nel 1961, l'adattamento per la televisione italiana si deve allo scrittore Inisero Cremaschi.

## Trama
In un futuro prossimo (nei titoli di testa di ogni puntata appare la dicitura: «Questa storia si svolge in Inghilterra l'anno prossimo») vicende scientifiche, umane, spionistiche, politiche e militari fanno da sfondo al primo contatto con un'intelligenza aliena, che porterà i protagonisti a confrontarsi con una realtà inaspettata, mettendo a nudo le proprie coscienze e debolezze.

### Prima puntata
Presso l'osservatorio di Bouldershaw Fell, località dello Yorkshire in Inghilterra, sta per essere inaugurato il radiotelescopio più potente al mondo. Le sue funzioni vengono descritte dal direttore dell'osservatorio, professor Ernest Reinhart, alla nuova addetta stampa Judy Adamson, in realtà un'agente dei servizi segreti incaricata di indagare su una fuga di notizie che sembra provenire dall'interno dell'osservatorio stesso.

Luigi Vannucchi (John Fleming) e Paola Pitagora (Judy Adamson) in una scena.

La sera prima dell'inaugurazione il radiotelescopio inizia a ricevere un segnale proveniente dalla Galassia di Andromeda, che l'equipe scientifica condotta dal fisico John Fleming e dall’ingegnere Dennis Bridger interpretano come un messaggio proveniente da una civiltà extraterrestre. L'inaugurazione viene pertanto rinviata per dare il tempo agli scienziati di analizzare il fenomeno.
Mentre Fleming lavora per interpretare il misterioso messaggio, Bridger si reca di nascosto in una sala corse del villaggio di Bouldershaw Fell da dove, mediante telescrivente, trasmette informazioni alla Intel, una potente organizzazione dedita allo spionaggio industriale.
Qualche giorno dopo, la notizia del messaggio proveniente da Andromeda è su tutti i giornali e il Governo chiede le dimissioni di Fleming per aver rivelato l'evento alla stampa senza autorizzazione. Lo scienziato riesce tuttavia a mantenere l'incarico dimostrando di aver compreso che il messaggio è il progetto per la costruzione di un calcolatore, enormemente più potente di quelli prodotti dall'uomo.
Per completare il suo lavoro di interpretazione del messaggio, Fleming richiede di poter utilizzare i potenti elaboratori in uso ai militari; a tal fine e a causa della fuga di notizie, il Governo decide allora di trasferire l'intera équipe presso la base missilistica di Thorness, nella Scozia settentrionale.

### Seconda puntata

Paola Pitagora, Tino Carraro (Ernest Reinhart) e Luigi Vannucchi in una scena.

Mentre Judy prosegue nelle sue indagini, per le quali subisce anche un attentato da parte dell'Intel, arriva il momento della messa in funzione del supercalcolatore, che però inizialmente non parte. Dopo che la cerimonia inaugurale è terminata con un apparente insuccesso, destando il malumore delle autorità, improvvisamente il calcolatore inizia a emettere dati, per la gioia di Fleming e Judy che nell'occasione iniziano un rapporto sentimentale.
Dopo uno scambio di dati relativi a tutti gli elementi chimici, il calcolatore passa alla biologia, chiedendo informazioni sugli acidi nucleici. Nell' équipe viene perciò cooptata una biologa, la dottoressa Madeleine Dawnay, con cui però Fleming si rifiuta di collaborare poiché incomincia a sospettare che la macchina abbia un fine che ancora gli è sconosciuto, e che lo spaventa.
Judy intanto prosegue le sue indagini e riesce a scoprire l'attività di spionaggio di Bridger il quale, essendo ormai uno scomodo testimone, viene eliminato da un sicario della Intel.

### Terza puntata

La nascita di Andromeda (Nicoletta Rizzi)

Madeleine, dopo essere riuscita sulla base dei dati forniti dal calcolatore a sintetizzare il DNA, chiede ad alcuni membri del suo staff universitario di raggiungerla. Tra essi c'è la dottoressa Christine Flemstad, che fin dall'inizio sembra subire una particolare attrazione verso il calcolatore. Fleming, dopo aver rifiutato una proposta della Intel, torna a collaborare e intuisce che le piastre terminali ad alta tensione del calcolatore consentono una comunicazione diretta con il cervello e quindi un'acquisizione molto più veloce di informazioni sulla biologia umana.
Una notte Christine, in uno stato di trance, afferra con entrambe le mani i terminali rimanendo uccisa per folgorazione; questo permette alla macchina di acquisire un'analisi biologica completa, sulla base della quale restituisce informazioni per la sintesi di una cellula umana, che inizia a moltiplicarsi. In pochi giorni, con rapidità impensabile per le leggi biologiche conosciute, viene alla luce un individuo adulto che, tra lo stupore generale, si scopre avere proprio le sembianze di Christine.

### Quarta puntata

L'incontro tra Andromeda e il calcolatore

Fleming è sempre più convinto che la ragazza, chiamata Andromeda, sia solo il primo passo da parte un'intelligenza superiore per sottomettere gli umani e ritiene che debba essere tenuta lontana dal calcolatore, ma non viene ascoltato. I militari infatti intuiscono il potenziale della sinergia tra il calcolatore e la ragazza, e le chiedono di progettare un missile in grado di distruggere un oggetto non identificato in orbita intorno alla Terra; come previsto, il lancio del missile distrugge l'oggetto in volo e la politica si mette in moto per sfruttare al massimo le potenzialità della nuova situazione.
Fleming allora, per interrompere la perfetta simbiosi fra Andromeda e il calcolatore, decide di fare un esperimento: comunica alla macchina la morte della ragazza, suscitando però l'immediata reazione della donna che, per informare il calcolatore di essere ancora viva, mette le mani sui terminali, ricevendone una scarica elettrica che le provoca ustioni. A seguito di ciò i militari interdicono a Fleming l'accesso al calcolatore, mentre Andromeda guarisce rapidamente grazie alla sintesi di un enzima che il Governo intende sfruttare commercialmente, suscitando lo sdegno anche di Madeleine, che inizia a condividere i dubbi di Fleming. La formula dell'enzima le viene comunicata da Andromeda tramite il calcolatore, ma, appena sintetizzata la sostanza, Madeleine si sente male, nota delle piaghe sulle mani e subito dopo si accascia ed entra in coma.

### Quinta puntata
Fleming, insieme a Reinhart, si convince che la produzione del falso enzima sia stata una reazione del calcolatore alla minaccia costituita da Andromeda, in quanto nata imprevedibilmente imperfetta come tutti gli esseri umani, e prospetta la possibilità che sia lei la sua prossima vittima. Durante la notte, Andromeda tenta di uccidere Fleming, che riesce a farle confessare che non ha agito per ordine del calcolatore, ma per la sofferenza che le provoca l'attrazione verso di lui. John le chiede di salvare Madeleine e, dopo un iniziale rifiuto, lei sembra acconsentire, ma ciò non impedirà la morte della dottoressa.

Fleming dopo la distruzione del calcolatore

Fleming studia allora un piano per penetrare nell'edificio del calcolatore e programmarlo in modo da continuare a sfruttarne le enormi potenzialità, riuscendo però a controllarlo e a sottrarre la ragazza alla sua influenza. Reinhart arriva a Thorness insieme al sottosegretario Osborne e i due permettono a Fleming, in incognito, di arrivare al calcolatore.
John inizia la sua opera, ma pochi minuti dopo Andromeda entra nella sala e, come già Christine, viene indotta dal calcolatore ad afferrare i terminali, rimanendone apparentemente folgorata. Fleming decide allora di distruggere la macchina, ma la formula originale del messaggio che permetterebbe di ricostruirlo è chiusa nella cassaforte della sala. Torna quindi nella sua stanza dove trova Andromeda, che gli rivela di essere in possesso della chiave; lui le chiede di distruggere il messaggio e lei, dopo un iniziale rifiuto, accetta di bruciare i nastri con i tabulati.
L'azione riesce e i due fuggono dalla base, ma mentre John abbatte la recinzione con un bulldozer Andromeda corre lungo la scogliera, e arrivata in cima al promontorio si lascia cadere in mare. Fleming e Judy, sopraggiunti poco dopo, vedono la sua stola galleggiare e comprendono come la sua morte sia direttamente collegata alla distruzione del calcolatore.

## Produzione
Come usuale per l'epoca, le scene esterne furono filmate con cineprese su pellicola. Per quelle in interni, in buona parte ricreati in studio, si impiegarono telecamere e registrazione su nastro (RVM).
Le vetture nello sceneggiato hanno lo sterzo a sinistra anziché a destra, in quanto vetture italiane con targhe di scena britanniche. Fanno eccezione la Rolls-Royce della Intel e il fuoristrada pick-up che appare nella scena di Thorness.
Le apparecchiature elettroniche e informatiche usate nello sceneggiato furono fornite dall'industria Honeywell; quelle chimiche e biomedicali dalla Carlo Erba.

### Interpreti
Il cast include alcuni nomi celebri del teatro e del cinema italiano dell'epoca, come Luigi Vannucchi, Paola Pitagora, Tino Carraro, Mario Piave, Enzo Tarascio, Franco Volpi e Giampiero Albertini.
La celebre cantante Patty Pravo era stata scelta inizialmente per il ruolo di Andromeda ma il 19 aprile 1971, dopo un mese di riprese, abbandonò il set in Sardegna motivando la rinuncia con una lettera e un certificato medico. Le subentrò Nicoletta Rizzi e inevitabilmente molte scene dovettero essere girate da capo.
A Inisero Cremaschi, autore dell'adattamento televisivo, fu assegnato un piccolo ruolo, quello dell'allibratore proprietario della sala corse dalla cui telescrivente Bridger tiene i contatti con la Intel.

### Location

Mario Piave e Luigi Vannucchi in una scena girata a Capo Caccia con vista sull'isola di Foradada

Il tragitto in auto dei protagonisti, scena d'apertura dello sceneggiato, è stata filmata nella località Cascina Vione nel comune di Basiglio in provincia di Milano, nel tratto viario per Pieve Emanuele, ribattezzato "Strada di Andromeda". Sono visibili degli agenti della Polizia stradale impegnati a tener lontane altre vetture durante le riprese, in quanto l'auto di scena procede nella corsia di sinistra, secondo l'uso britannico.
Il radiotelescopio è una delle antenne del Centro "Piero Fanti" della Telespazio nel Fucino (nelle sigle di testa di alcune puntate vengono mostrate altre antenne dello stesso Centro). La scena dell'arrivo del Primo Ministro in elicottero è stata filmata presso l'aeroporto di Bresso poco fuori Milano. Alcune scene ambientate in quello che sembra essere un bosco, quando Bridger è sulla macchina con l'emissario della Intel, sono state girate nel Parco della Villa Reale di Monza principalmente in via Mulino del Cantone che è una stradina che costeggia il fiume Lambro, visibile in alcune inquadrature. All'epoca delle riprese era possibile percorrere il Parco anche in auto.
Le scene della base militare di Thorness, sede del calcolatore, così come l'immagine dei titoli di coda, furono girate nella regione della Gallura e a Capo Caccia. Le abitazioni erano quelle dell'allora villaggio Valtur dell'Isola Santo Stefano, in Sardegna, le cui formazioni rocciose granitiche e la bassa vegetazione ricordano quelle scozzesi. Improbabile, dato il clima, una sortita balneare come quella tra Fleming e Judy Adamson. Alcune esterne notturne della stessa base sono state girate nella vecchia Fiera di Milano nei pressi del centro di produzione Rai della stessa Fiera.

## Trasmissione e distribuzione
Lo sceneggiato fu trasmesso in prima serata sul Programma Nazionale, alle ore 20:40, da martedì 4 gennaio a martedì 1º febbraio 1972.
Lo sceneggiato fu distribuito in home video nel 2001 dalla ELLE U Multimedia in un cofanetto di 3 videocassette VHS con copertina rigida e, l'11 aprile 2013, dalla Rai-Eri in un cofanetto di 3 DVD con libretto interno di 12 pagine.

## Accoglienza
Lo sceneggiato ottenne un grande successo di pubblico, con 16,8 milioni di spettatori.

## Colonna sonora
La colonna sonora venne composta da Mario Migliardi, avvalendosi della collaborazione della cantante Edda Dell'Orso e del gruppo I Cantori Moderni di Alessandroni. Il famoso Tema di Andromeda è ispirato al lamento di Didone dell'opera Didone ed Enea scritta da Henry Purcell nel 1688 (Dido and Aeneas - Dido's lament: When I am laid in earth).

## Altre versioni
- Precedentemente al romanzo, Hoyle scrisse, sempre in collaborazione con John Elliot, la sceneggiatura per una serie televisiva in sette episodi A for Andromeda, prodotta nel 1961 da Michael Hayes e Norman James per la BBC e interpretata da Julie Christie non ancora famosa. Di questa serie filmata su pellicola e supportata da nastro magnetico, poi cancellato per riutilizzo, sono pervenuti soltanto dei frammenti e l'ultima puntata, registrata è conservata da un collezionista privato[8].
- Sulla scia del successo fu prodotto nel 1962, sempre dalla BBC, il sequel The Andromeda Breakthrough.
- Il 16 maggio 2006 fu trasmesso dalla BBC un nuovo adattamento in un unico episodio della durata di 1 ora e 25 minuti, A for Andromeda per la regia di John Strickland.